# David Watts
David Watts, född 5 februari 1992, är en australisk roddare.
Watts tävlade för Australien vid olympiska sommarspelen 2016 i Rio de Janeiro, där han tillsammans med Chris Morgan slutade på 7:e plats i dubbelsculler.